# Polski Kontyngent Wojskowy w Chorwacji

Baretka medalu W służbie pokoju UNPROFOR

Polski Kontyngent Wojskowy w Chorwacji (PKW Chorwacja) – wydzielony komponent Sił Zbrojnych RP, przeznaczony do udziału w ONZ-owskich siłach pokojowych na terytorium byłej Jugosławii, głównie w Chorwacji, w latach 1992–1995. W szczytowym okresie liczył on prawie 1200 żołnierzy, co czyni go trzecim co do wielkości polskim kontyngentem wojskowym w historii. Jednostka Wojskowa 1135.
PKW Chorwacja na przestrzeni lat nosił następujące oficjalne nazwy:
- 1992-1995: Polski Kontyngent Wojskowy w Siłach Ochronnych Organizacji Narodów Zjednoczonych (PKW UNPROFOR),
- 1995: Polski Kontyngent Wojskowy w Operacji Organizacji Narodów Zjednoczonych Przywrócenia Zaufania w Chorwacji (PKW UNCRO).

## Historia

### UNPROFOR
Rozpad Jugosławii w 1991 doprowadził do wybuchu wojny między armiami nowych państw a siłami serbskimi. Aby zapobiec eskalacji walk i uchronić ludność cywilną przed czystkami ONZ postanowiło utworzyć w lutym 1992 r. Siły Ochronne ONZ (UNPROFOR).
Jednym z 12 zaproszonych do udziału w nich państw była Polska, która w marcu 1992 r. zaaprobowała prośbę i rozpoczęła formowanie batalionu, którego kadrę wystawiło Wojskowe Centrum Szkolenia dla potrzeb Sił Pokojowych ONZ w Kielcach a resztę 10 Dywizja Zmechanizowana w Opolu (jednakże stosowna uchwała Rady Ministrów, powołująca także Polską Grupę Policyjną, została podpisana 11 maja – miesiąc po rozpoczęciu misji). Podczas tworzenia kontyngentu napotkano wiele komplikacji – Polska pierwszy raz wystawiała batalion operacyjny (POLBATT), więc nie posiadała na tym polu żadnych doświadczeń, pojawiły się problemy ze skompletowaniem kadry (żołnierze służby zasadniczej często rezygnowali w wyjazdu pod wpływem docierających informacji o wojnie) i sprzętu. Mimo to już 11 kwietnia wyruszył pierwszy transport kolejowy z kontyngentem, a za nim 4 kolejne.
14 kwietnia POLBATT rozpoczął działania operacyjne. Polegały one na:
- konwojowaniu transportów z pomocą humanitarną,
- patrolowaniu wyznaczonego terenu,
- zapewnieniu bezpieczeństwa ludności cywilnej[2].

Polska jednostka została rozlokowana w Slunju w Sektorze Północnym (w latach 1993–1994 dowódcą sektora był gen. bryg. Józef Chmiel), gdzie swoją bazę miały oddziały obsadzające 26 posterunków. W wyniku pogarszającej się sytuacji ich liczbę zwiększono do 42, w każdym stacjonowało kilku żołnierzy i BRDM-2 (w przypadku 1 kompanii były to BMP-1), mogących wykonywać swoje zadania tylko za dnia, ponieważ nocą następowała serbsko-chorwacka wymiana ognia, zmuszająca Polaków do wycofania się do schronu (przepisy oenzetowskie kategorycznie zabraniały błękitnym hełmom jakąkolwiek ingerencję zbrojną, a jedynie rozdzielanie walczących sił).
Działania UNPROFOR-u nie przynosiły pożądanych skutków i na początku 1993 r. konflikt w Krajnie zaognił się. Początkowo POLBATT swobodnie patrolował wyznaczoną strefę, lecz w styczniu Serbowie przejęli z powrotem część ciężkiego uzbrojenia (czołgi i artylerię), które wcześniej przekazali pod kontrolę UNPROFOR. Serbowie starali się także ograniczać swobodę poruszania się patroli POLBATTu, szczególnie w okresach zaostrzania się sytuacji na linii przerwania ognia z Chorwatami. Po raz pierwszy polski kontyngent miał styczność z prawdziwą wojną (podobna sytuacja wystąpiła w Polskim Kontyngencie Wojskowym w Kambodży) i nie wszyscy żołnierze byli do niej odpowiednio przygotowani (jeszcze przed II zmianą do Polski musiało wrócić 81 żołnierzy).
W sierpniu 1994 r. V Korpus BiH (czasowo) zlikwidował tzw. Zachodnią Bośnię i do strefy POLBATT-u przybyli boszniaccy i serbscy uchodźcy. Zmusiło to polskie władze do wzmocnienia batalionu dodatkową kompanią piechoty, przez co PKW łącznie obsadzał 59 posterunków i punktów kontrolnych oraz ochraniało 2 obozy uchodźców.

### UNCRO
W marcu 1995 r. zakończył się mandat UNPROFOR-u na terenie Chorwacji, którego po naciskach rządu w Zagrzebiu nie odnowiono. Wynikiem był znaczny wzrost napięcia w Krajnie, wymuszający powołanie zastępującej Siły Ochronne Operacji ONZ Przywrócenia Zaufania w Chorwacji (UNCRO). POLBATT także odczuł skutki kryzysu – w rejonie odpowiedzialności nastąpił wielokrotny wzrost incydentów zbrojnych i niemożliwe stało się stanie na straży przestrzegania porozumienia rozejmowego.
Zawieszenie broni formalnie zostało zerwane chorwacką operacją Błysk, rozpoczętą 1 maja 1995 r. Polegała ona na wkroczeniu do stref separacji i nawiązaniu kontaktu bojowego z oddziałami serbskimi, którego odpowiedziały ogniem. Żadna ze stron nie uczyniła agresywnego gestu w stosunku do Polaków, lecz w wyniku bratobójczych walk pomiędzy Boszniakami – Armia Republiki Bośni i Hercegowiny z oddziałami Zachodniej Bośni Abdicia – POLBATT opuścił dwa zniszczone posterunki. Podjęte próby negocjacji nie doprowadziły do zakończenia walk, bo 4 sierpnia 1995 r. Chorwaci ruszyli z kolejną ofensywą (Operacja Burza), podczas której zajęli bez walki polski posterunek (regulamin ONZ nakazywał siłom pokojowym unikanie konfrontacji), dwa zostały ostrzelane przez artylerię, a 22 inne zmusili do ewakuacji (żaden z polskich żołnierzy nie został zabity, 3 zostało rannych). Natomiast Serbowie rozbroili i uprowadzili załogi dwóch posterunków (zostały one potem przekazane siłom ONZ w Bośni, skąd Polacy wrócili do kontyngentu).
8 sierpnia 1995 r. upadła Republika Serbskiej Krajny i wojna domowa w Chorwacji została zakończona. Ze względu na zmianę sytuacji operacyjnej rozpoczęty został proces wycofywania sił pokojowych UNCRO, w miejsce których powołano Tymczasową Administrację ONZ we Wschodniej Slawonii, Baranji i Zachodnim Sremie (UNTAES). 14 grudnia 1995 POLBATT-u formalnie zakończył swoją misję.
W trakcie misji UNPROFOR i UNCRO zginęło 7 polskich żołnierzy.
Tradycje Polskiego Kontyngentu Wojskowego w UNPROFOR kontynuował Ośrodek Szkolenia na potrzeby Sił Pokojowych, od 2004 Centrum Szkolenia na Potrzeby Sił Pokojowych.

## Struktura organizacyjna
Czas trwania, dowódcy, jednostka wystawiająca oraz liczebność poszczególnych zmian:
| Zmiana   | Początek | Koniec   | Dowódca              | Wystawiająca | Liczebność |
| UNPROFOR | UNPROFOR | UNPROFOR | UNPROFOR             | UNPROFOR     | UNPROFOR   |
| -------- | -------- | -------- | -------------------- | ------------ | ---------- |
| I        | 04.1992  | 11.1992  | płk Wiesław Kurzyca  | 10 DZ        | ok. 900    |
| II       | 11.1992  | 05.1993  | płk Wiesław Kurzyca  | 10 DZ        | ok. 900    |
| III      | 05.1993  | 12.1993  | płk Jan Kempara      |              | ok. 900    |
| IV       | 12.1993  | 06.1994  | płk Jan Kempara      |              | ok. 960    |
| V        | 06.1994  | 12.1994  | płk Zdzisław Goral   |              | ok. 1150   |
| VI       | 12.1994  | 05.1995  | płk Zdzisław Goral   |              | ok. 1180   |
| UNCRO    |          |          |                      |              |            |
| VII      | 05.1995  | 12.1995  | płk Krzysztof Kajdas |              | ok. 1050   |

| Struktura organizacyjna w 1992: - Dowództwo PKW – POLBATT (polski batalion operacyjny) - 1 kompania piechoty - 2 kompania piechoty - 3 kompania piechoty - 4 kompania piechoty - 5 kompania piechoty - kompania remontowa - kompania zaopatrzeniowa - pluton inżynieryjny - pluton łączności - pluton medyczny - drużyna dowodzenia - drużyna gospodarcza - drużyna transportowa - oficerowie w HQ UNPROFOR, HQ Sector North | Struktura organizacyjna w 1994: - Dowództwo PKW – POLBATT (polski batalion operacyjny) - 1 kompania piechoty - 2 kompania piechoty - 3 kompania piechoty - 4 kompania piechoty - 5 kompania piechoty - 6 kompania piechoty - kompania remontowa - kompania zaopatrzeniowa - pluton saperów - pluton łączności - grupa medyczna - logistyka - oficerowie w HQ UNPROFOR, HQ Sector North |